# Lilla Gyringen
Lilla Gyringen är en sjö i Flens kommun i Södermanland och ingår i Nyköpingsåns huvudavrinningsområde.